# Commelle
Commelle är en kommun i departementet Isère i regionen Auvergne-Rhône-Alpes i sydöstra Frankrike. Kommunen ligger i kantonen La Côte-Saint-André som tillhör arrondissementet Vienne. År 2018 hade Commelle 938 invånare.

## Befolkningsutveckling
Antalet invånare i kommunen Commelle
Referens:INSEE